# Teorema di Tichonov (punto fisso)
In matematica, il teorema di Tichonov è uno dei teoremi di punto fisso; estende il teorema del punto fisso di Schauder, e viene a sua volta generalizzato dal teorema di Ryll-Nardzewski.
Stabilisce che, detto {\displaystyle V} uno spazio vettoriale topologico localmente convesso la cui topologia sia definita da una famiglia di seminorme continue {\displaystyle \{p_{i}\}}, per ogni funzione continua {\displaystyle f\colon X\to X}, dove {\displaystyle X\subset V} è un insieme compatto, convesso e non vuoto, esiste almeno un punto fisso per {\displaystyle f}.